# Henri Chopin
Henri Chopin (18 de junio de 1922 - 3 de enero de 2008) fue un poeta francés de vanguardia y músico. Su obra se le relaciona al movimiento de la poesía sonora o poesía fonética.

## Vida
Henri Chopin nació en París el 18 de junio de 1922, uno de tres hermanos, e hijo de un contador. Ambos de sus hermanos murieron durante la guerra. Uno recibió un disparo por un soldado alemán un día después del armisticio declarado en París, y el otro murió mientras saboteaba un tren (Acquaviva 2008).
Chopin fue un practicante francés de la poesía concreta y la poesía sonora, bien conocido durante la segunda mitad del siglo XX. Su trabajo, aunque iconoclasta, encajó dentro del espectro histórico de poesía mientras se transformaba de una tradición hablada a la palabra impresa y ahora de nuevo a la palabra hablada otra vez (Wendt 1996, 112). Creó un cuerpo grande de registros sonoros pioneros a través de cintas de grabación tempranas, tecnologías de estudio y los sonidos de la voz humana manipulada. Su énfasis en el sonido es un recordatorio de que el lenguaje deriva tanto de las tradiciones orales como de la literatura clásica, de la relación de equilibrio entre el orden y el caos.
El trabajo de Chopin es significativo sobre todo por la propagación de sus logros creativos, así como también por su posición como punto de contacto focal para las artes internacionales. Como poeta, pintor, diseñador y artista gráfico, tipógrafo, editor independiente, cineasta, creador de radio y promotor de las artes, el trabajo de Chopin es un barómetro de los cambios en los medios europeos entre 1950 y 1970.
En 1964 creó OU, una de las más notables reseñas de la segunda mitad del siglo XX, la cual estuvo en circulación hasta 1974. Los colaboradores de OU  incluyen a William S. Burroughs, Brion Gysin, Gil J Wolman, François Dufrêne, Bernard Heidsieck, John Furnival, Tom Phillips, y el escultor austriaco, escritor y pionero Dada, Raoul Hausmann.
En 1966 participó en Londres con artistas como Gustav Metzger, Otto Muehl, Juan Hidalgo y Wolf Vostell en el Destruction in Art Symposium (DIAS).
Sus libros incluyen Le Dernier Roman du Monde (1971), Portrait des 9 (1975), The Cosmographical Lobster (1976), Poésie Sonore Internationale (1979), Les Riches Heures de l'Alfabeto (1992) y Graphpoemesmachine (2006). Henri también ha creado muchos trabajos gráficos en su máquina de escribir: los poemas para máquina de escribir (también conocidos como dactylopoèmes) presentados en colecciones de arte internacionales como la de Francesco Conz en Verona, el Morra Foundation en Nápoles y Ruth and Marvin Sackner en Miami, y ha sido el tema en retrospectivas australianas, británicas y francésas (Aquaviva 2008).
La publicación y diseño de las revistas de clásicas audiovisuales Cinquième Saison y OU entre 1958 y 1974, contienen, cada edición, registros así como textos, imágenes y serigrafías, reuniendo a escritores contemporáneos internacionales y artistas como los miembros del Lettrisme y el Fluxus, Jiri Kolar, Ian Hamilton Finlay, Tom Phillips, Brion Gysin, William S. Burroughs y muchos otros, así como publicando el trabajo de supervivientes de generaciones más tempranas como Raoul Hausmann y Marcel Janco a una audiencia más joven.
De 1968 a 1986 Henri Chopin vivió en Ingatestone, Essex, pero con la muerte de su esposa Jean en 1985, se muda de vuelta a Francia.
En 2001, con la salud mermada,  regresó a Inglaterra a vivir con su hija y familia en Dereham, Norfolk (Acquaviva 2008).

## Estética
La estética de la poesie sonore de Chopin incluye un cultivo deliberado de un enfoque bárbaro en la producción, utilizando manipulaciones de sonido crudo o en bruto para explorar el área entre distorsión e inteligibilidad. Evitaba la alta calidad (high-quality) de los aparatos de grabación profesional, prefiriendo utilizar equipamiento muy básico y métodos de bricolaje, como enganchar las cabezas de los fósforos en las cabezas de borrado de las grabadoras de casete de segunda mano, o manualmente interfiriendo con el curso de la cinta (Wendt 1985, 16–17).

## Libros
- Chopin, Henri. 1979. Poesie Sonore Internationale, editado por Jean-Michel Place. París: Trajectoires.

## Otras lecturas recomendadas
- Jamet, Cédric. 2009. "Limitless Voice(s), Intensive Bodies: Henri Chopin's Poetics of Expansion". Mosaic 42, no. 2 (June): 135–51.
- Lentz, Michael. 1996. "'Musik? Poesie? Eigentlich …': Lautmusik/Poesie nach 1945". Neue Zeitschrift für Musik 157, no. 2 (March–April): 47–55.
- Norris, Andrew. 2005. "Projections of the Pulseless Body: Don van Vliet and Henri Chopin". Chapter & Verse, no. 3 (Spring).
- Oehlschlägel, Reinhard. 2008. "Henri Chopin gestorben". MusikTexte, no. 116 (February): 87.
- Zurbrugg, Nicholas. 2001. "Programming Paradise: Haraldo de Campos, Concrete Poetry, and the Postmodern Multimedia Avant-Garde". In Writing Aloud: The Sonics of Language, edited by Brandon LaBelle and Christof Migone, 7–35. Los Angeles: Errant Bodies. ISBN 0-9655570-3-0.

### Audio
- UbuWeb Sound: Henri Chopin.

### Sitios Web
- The History of ASCII (Text) Art by Joan G. Stark.